# Pterygotus
Lo pterigoto (gen. Pterygotus) è un artropode fossile, vissuto tra il Siluriano superiore e il Devoniano inferiore in Eurasia, America e Australia. È considerato il più grande artropode mai vissuto, insieme al "millepiedi" Arthropleura.

## Descrizione
Con i suoi due metri e più di lunghezza, lo pterigoto è considerato il gigante dei cosiddetti "scorpioni di mare" o euripteridi (Eurypterida), artropodi predatori vissuti tra il Cambriano e il Permiano in ambienti acquatici. L'aspetto di questo animale doveva essere davvero impressionante: innanzitutto la taglia lo rendeva un pericoloso predatore. In secondo luogo, un paio di appendici simili a chele si protendevano dalla regione anteriore del cefalotorace, dove erano presenti altre quattro paia di appendici simili a zampe. Dalla parte posteriore del cefalotorace a forma di trapezio, spuntavano altre due appendici simili a pagaie, appiattite, che dovevano avere funzioni natatorie.
Sul cefalotorace, in posizione avanzata, erano presenti due gradi occhi composti, mentre in mezzo vi erano altri due piccoli occhi, detti ocelli. L'addome, costituito da tredici segmenti, era appiattito e si concludeva in un largo segmento (telson) a forma di spatola, percorso da una corta spina nel mezzo. Il carapace era costituito invece da scaglie a mezzaluna.

## Habitat
Gli euripteridi di questo genere erano animali abitualmente marini, ma si pensa che potessero occasionalmente vivere anche in acque salmastre. Le grandi appendici simili a pinze e gli ampi occhi in posizione avanzata qualificano lo pterigoto come un eccellente predatore, uno dei maggiori della sua era. Le sue prede erano con tutta probabilità i pesci corazzati tipici del periodo. Le appendici simili a pagaie fanno invece ritenere che lo pterigoto fosse anche un ottimo nuotatore.

## Nella cultura di massa
- Una ricostruzione di pterigoto è presente nel Parco della Preistoria di Rivolta d'Adda.
- Lo pterigoto appare nel documentario della BBC "L'impero dei mostri".